# Thatch Unruh
Thatch Unruh (Branson (Misuri), 31 de diciembre de 1994) es un baloncestista estadunidense que pertenece a la plantilla del TAU Castelló de la Liga LEB Oro. Con 1,96 metros de estatura, juega en la posición de alero.

## Trayectoria deportiva
Nacido en Branson (Misuri) es un alero formado en la Quakerdale Prep Academy de New Providence (Iowa) hasta 2014, cuando ingresa en la Universidad de Arkansas Central]], situada en Conway, Arkansas, donde disputaría la NCAA con los Central Arkansas Bears, durante cinco temporadas desde 2014 a 2019.
En la temporada 2021-22, firma por el BC Vera de la Superliga de Georgia.
El 6 de marzo de 2022, firma por el KK Kožuv de la Prva Liga, la máxima categoría del baloncesto macedonio.
El 26 de octubre de 2022, firma por el Euroins Cherno More de la Liga de Baloncesto de Bulgaria. En la temporada 2023-24, promediaría 16,7 puntos, 4 rebotes y 3 asistencias por partido.
El 20 de marzo de 2024, firma por el TAU Castelló de la LEB Oro.